# Soupe de poisson (Tchéquie)
Pour les articles homonymes, voir Soupe de poisson (homonymie).

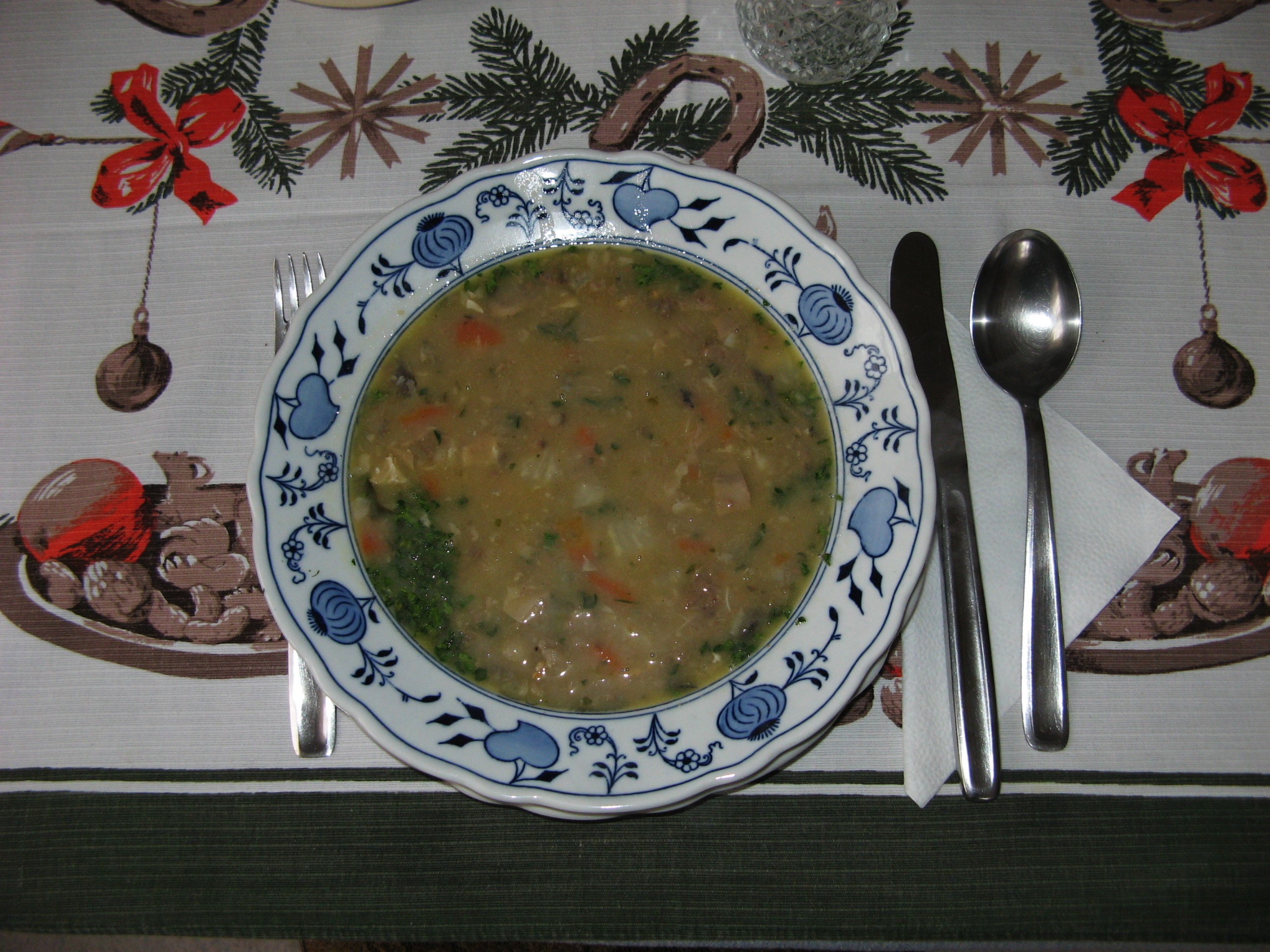
Tradiční vánoční rybí polévka.

La soupe de poisson est un plat traditionnel de la cuisine tchèque servi traditionnellement à l'occasion du réveillon de Noël. Elle est préparée à base de têtes et d'arêtes de carpe (spécialité traditionnelle du réveillon de Noël avec la salade de pommes de terre), de légumes-racines, d'eau et d'épices. Selon les goûts, il est possible d'y ajouter également de la laitance et des œufs de poisson, de la chair de carpe, de la crème fraîche ou du vin blanc.